# Legetan
Legetan is een bestuurslaag in het regentschap Purworejo van de provincie Midden-Java, Indonesië. Legetan telt 1684 inwoners (volkstelling 2010).